# Carea angulata
Carea angulata är en fjärilsart som beskrevs av Fabricius 1793. Carea angulata ingår i släktet Carea och familjen trågspinnare. Inga underarter finns listade i Catalogue of Life.